# منتخب مولدوفا تحت 21 سنة لكرة القدم
منتخب مولدوفا تحت 21 سنة لكرة القدم هو الممثل الرسمي لـ مولدوفا في بطولات كرة القدم تحت 21 سنة. يشارك الفريق في بطولة أوروبا تحت 21 لكرة القدم التي تقام كل عامين.